# 基尔代尔郡
基爾代爾郡 （County Kildare；愛爾蘭語：Contae Chill Dare，即「橡樹林教堂」的意思），是愛爾蘭的一個郡，位於愛爾蘭島東部。歷史上屬倫斯特省。
面積1,693平方公里，2006年人口186,075人。首府內斯。

## 外部連結
- Kildare Fáilte's Tourism Pages （页面存档备份，存于）
- County Kildare Community Network （页面存档备份，存于）
- Kildare County Council （页面存档备份，存于）
- Clane College （页面存档备份，存于）
- Kildare Gaelscoil stats 2010-2011 （页面存档备份，存于）
- Irish Census 2006 （页面存档备份，存于）